# Мухтар Санусі
Мухтар Абайомі Санусі (англ. Mukhtar Abayomi Sanusi, нар. 11 листопада 1995, Абеокута, Нігерія) — нігерійський футболіст, нападник білоруського клубу «Динамо-Берестя».

## Життєпис
Виступав за клуби «Джой Комет» (2019-2020) і «Галадіма» (2020) з нижчих дивізіонів Нігерії.
Взимку 2021 року, після успішного проходження перегляду, підписав трирічний контракт з «Динамо-Берестя». У чемпіонаті Білорусі дебютував 20 березня 2021 року в матчі проти БАТЕ (0:0).